# Romanización del kirguís
El idioma kirguís está escrito en el alfabeto kirguís, una modificación del cirílico. No hay ningún sistema generalmente aceptado para la romanización del kirguís, ejemplo, una renderización del kirguís en el alfabeto latino. Para nombres geográficos, el gobierno kirguís adoptó el sistema de romanización BGN/PCGN. Ha habido discusiones periódicas sobre cambiar el sistema de escritura oficial del país al alfabeto latino. Estas propuestas han visto poco progreso, al estar el alfabeto cirílico más firmemente establecido en Kirguistán que en otros estados túrquicos postsoviéticos, los cuales han cambiado exitosamente al alfabeto latino (Azerbaiyán, Turkmenistán) o es en transición activa (Kazajistán, Uzbekistán). Algunos de los sistemas de romanización del kirguís son:
| Cyrillic | ALA/LC    | BGN/PCGN  | ISO 9 |
| -------- | --------- | --------- | ----- |
| А а      | A a       | A a       | A a   |
| Б б      | B b       | B b       | B b   |
| В в      | V v       | V v       | V v   |
| Г г      | G g       | G g       | G g   |
| Д д      | D d       | D d       | D d   |
| Е е      | E e       | E e       | E e   |
| Ё ё      | Ë ë       | Yo yo     | Ë ë   |
| Ж ж      | Zh zh     | J j       | Ž ž   |
| З з      | Z z       | Z z       | Z z   |
| И и      | I i       | I i       | I i   |
| Й й      | Ĭ ĭ       | Y y       | J j   |
| К к      | K k       | K k       | K k   |
| Л л      | L l       | L l       | L l   |
| М м      | M m       | M m       | M m   |
| Н н      | N n       | N n       | N n   |
| Ң ң      | N͡g n͡g     | Ng ng     | N̦ n̦   |
| О о      | O o       | O o       | O o   |
| Ө ө      | Ȯ ȯ       | Ö ö       | Ô ô   |
| П п      | P p       | P p       | P p   |
| Р р      | R r       | R r       | R r   |
| С с      | S s       | S s       | S s   |
| Т т      | T t       | T t       | T t   |
| У у      | U u       | U u       | U u   |
| Ү ү      | U̇ u̇       | Ü ü       | Ù ù   |
| Ф ф      | F f       | F f       | F f   |
| Х х      | Kh kh     | Kh kh     | H h   |
| Ц ц      | T͡s t͡s     | Ts ts     | C c   |
| Ч ч      | Ch ch     | Ch ch     | Č č   |
| Ш ш      | Sh sh     | Sh sh     | Š š   |
| Щ щ      | Shch shch | Shch shch | Ŝ ŝ   |
| Ъ ъ      |           | ˮ         |       |
| Ы ы      | Y y       | Y y       | Y y   |
| Ь ь      | ′         |           |       |
| Э э      | Ė ė       | E e       | È è   |
| Ю ю      | I͡u i͡u     | Yu yu     | Û û   |
| Я я      | I͡a i͡a     | Ya ya     | Â â   |